# Gai Orqui
Gai Orqui (en llatí Caius Orchius) va ser un magistrat romà del segle ii aC.
Va ser elegit tribú de la plebs l'any 181 aC i era l'autor d'una llei de les del grup de lleis sumptuàries (sumtuaria lex) que limitava el nombre de convidats que podien estar presents a les celebracions. Més tard, quan es va intentar la seva derogació, Cató el Vell s'hi va oposar fermament, en un discurs al qual fan referència els gramàtics.